# オープンハウス・ディベロップメント
株式会社オープンハウス・ディベロップメント（Open House Development Co., Ltd.）は、東京都千代田区丸の内に本社を置く、オープンハウスグループ傘下の不動産会社である。

## 概要
オープンハウスグループの中核企業の一つであり、新築戸建分譲事業、マンション開発事業を主に展開している。

## 沿革
設立当初は、創建ビルド有限会社という社名であった。2001年2月、オープンハウス（現・オープンハウスグループ）の自社新築一戸建て住宅の販売を開始。2001年9月、オープンハウス（現・オープンハウスグループ）の100％子会社になる。2002年7月に株式会社に組織変更。2004年8月に株式会社泊ビルドに商号変更。2006年10月、株式会社泊ビルドを株式会社オープンハウス・ディベロップメントに商号変更。現時点で、建築主として施工中物件一覧だけでも数百物件存在する。

## 受賞
- 紺綬褒章（2023年）[2]

## 公式サイト
- 株式会社オープンハウス・ディベロップメント